# Opel P4
La P4 era un'autovettura di fascia medio-bassa prodotta dal 1935 al 1937 dalla Casa automobilistica tedesca Opel.

## Profilo e storia
La P4 può essere considerata l'ultima esponente di un lungo capitolo storico della produzione Opel iniziato a tramontare l'anno prima con l'arrivo delle nuove Opel 1.3 L e 2.0 L. È stato l'ultimo modello Opel a mantenere diversi legami con la produzione passata. Ciò si nota già nel design, che già al momento dell'esordio risultava essere tutt'altro che innovativo e conservava invece diversi dettami stilistici che la legavano maggiormente al periodo di fine anni venti, piuttosto che al periodo di metà anni trenta, periodo in cui regnava lo stile dello "streamlining", cioè delle carrozzerie profilate. La P4 non proponeva infatti niente del genere e si limitava invece ad essere un'onesta ed economica vettura per tutti, e fu proprio l'economia di produzione la motivazione che spinse i progettisti Opel a evitare nuovi investimenti, in maniera tale da avere una vettura il più economica possibile. Tali scelte erano visibili anche dal punto di vista tecnico e costruttivo: la P4 nacque infatti sullo stesso telaio in acciaio stampato a longheroni e traverse delle precedenti Opel 1.2 L e 1.0 L, risultando così più un'evoluzione di queste ultime che non una vera e propria erede progettata e costruita ex novo.

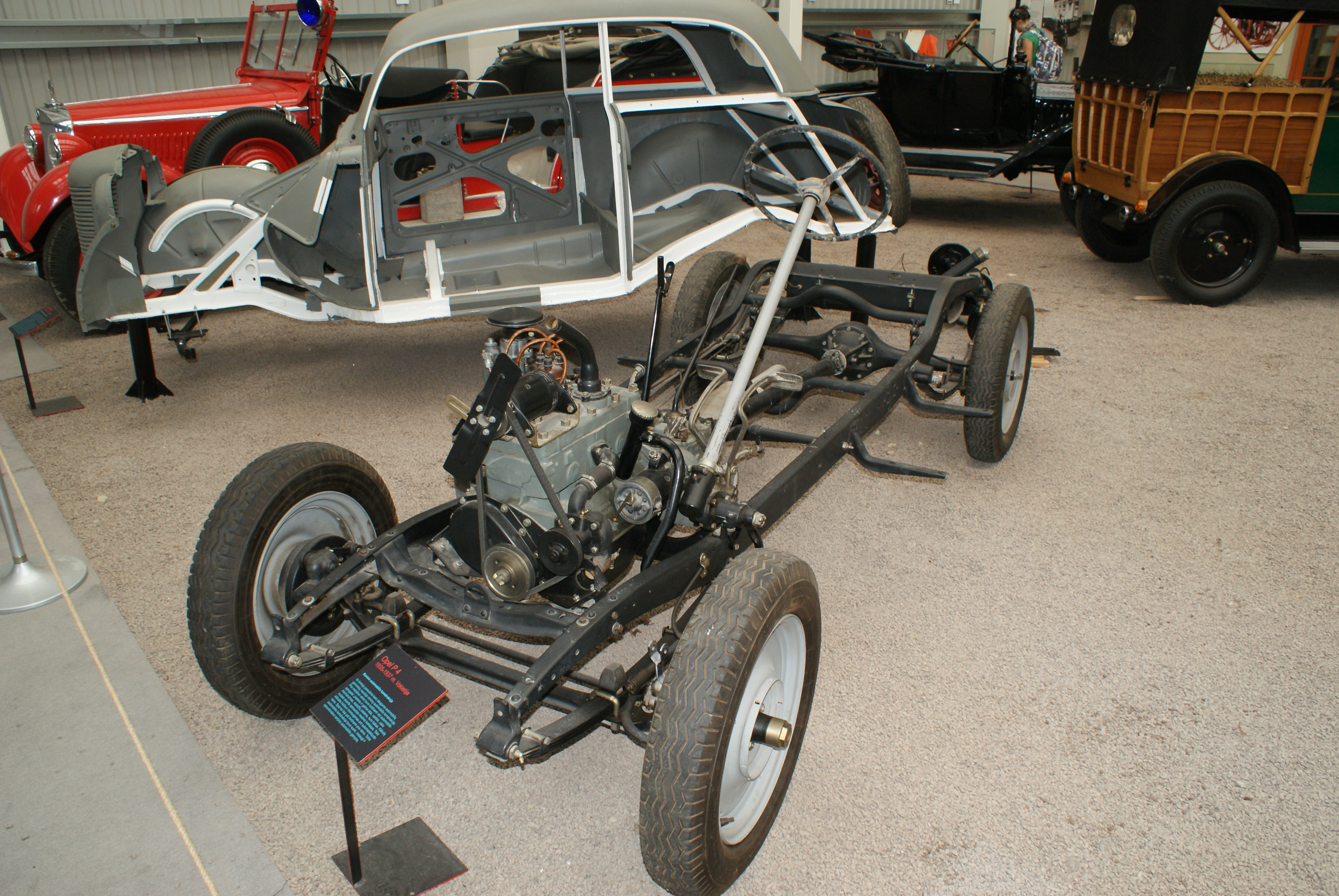
Il telaio della Opel P4

Analoga era anche l'intera meccanica telaistica, come le sospensioni ad assale rigido, balestre semiellittiche e ammortizzatori idraulici, o come anche l'impianto frenante a quattro tamburi.

La trasmissione era ugualmente di tipo tradizionale, con frizione monodisco, differenziale a dentatura a spirale e cambio a tre marce.

Leggermente rivisto era invece il motore, un 4 cilindri in linea derivante dall'unità motrice utilizzata sulla 1.0 L (a sua volta derivata addirittura dai propulsori utilizzati sulle Opel 4PS Laubfrosch fin dai primi anni '20).
Tale propulsore fu il risultato di una rialesatura dei cilindri della 1.0 L, tale per cui la cilindrata finale passò da 989 a 1073 cm³, con una potenza massima di 23 CV, in grado di spingere la P4 a una velocità massima di circa 85 km/h.

La P4 riscosse un buon successo di vendite: la sua economia di esercizio e il prezzo contenuto la resero assai appetibile, specie in talune categorie lavorative, come gli impiegati e gli artigiani. E nonostante, la P4 fosse stata ideata e realizzata in economia, non mancò di essere equipaggiata in maniera interessante per l'epoca, essendo provvista di tachimetro, indicatore del livello carburante, manometro dell'olio e specchietto retrovisore interno (all'epoca, tali strumenti non erano per tutte le automobili, al contrario di oggigiorno).

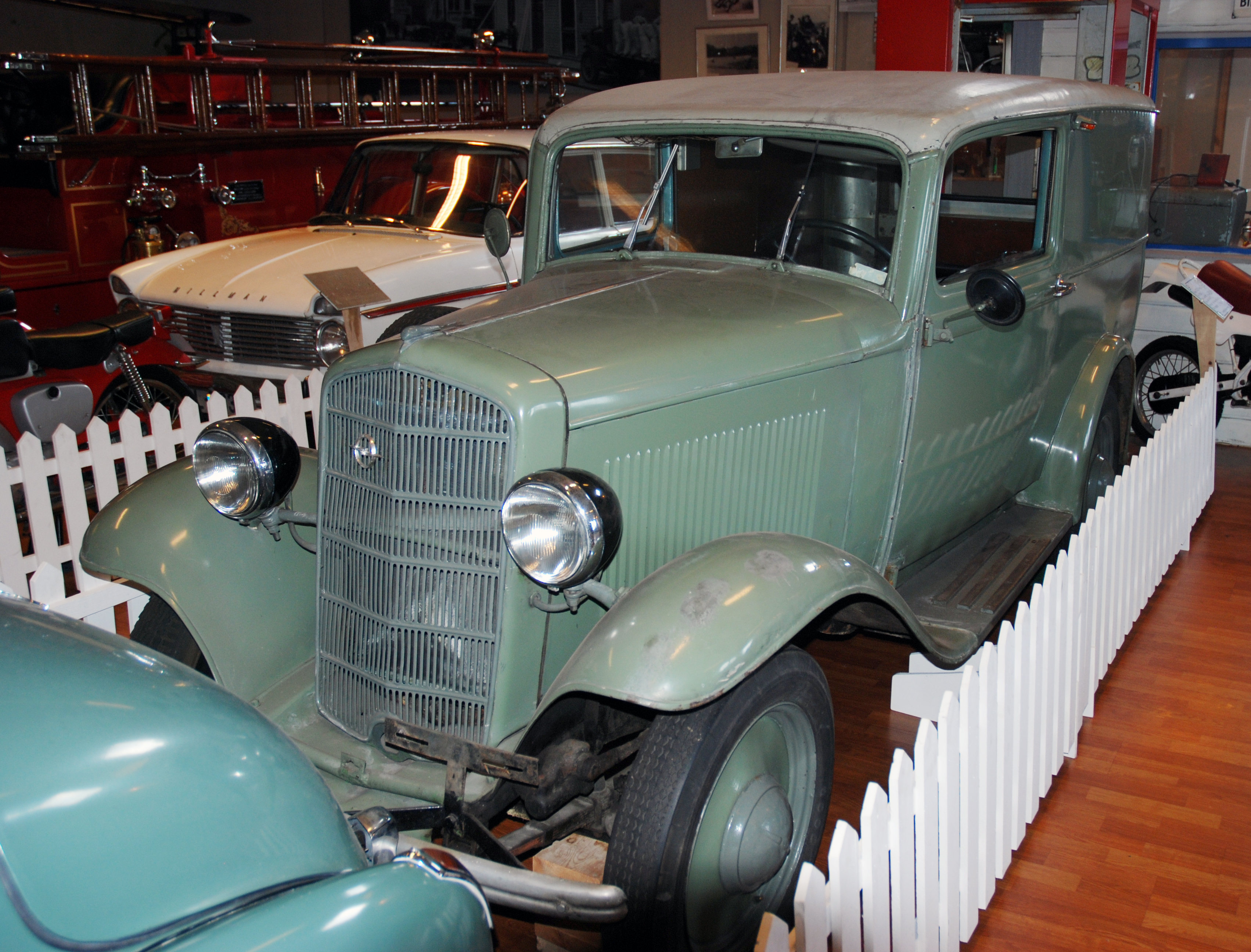
La versione furgonata

La P4 fu proposta in quattro varianti di carrozzeria: alla base si poneva la berlina a due porte, venduta a un prezzo di 1650 marchi, la versione furgonata, destinata per esempio agli artigiani (1890 marchi) e le due versioni di punta, la cabriolet e la Spezial-Limousine, una berlina rifinita e allestita più riccamente, vendute a 1880 marchi.

Grazie alla P4, il 1935 fu il primo anno in cui la Casa di Rüsselsheim superò le 100.000 vetture prodotte globalmente.

La P4 fu prodotta fino al 1937, ma già dall'anno prima fu introdotta la primissima generazione di un modello il cui nome sarebbe arrivato, attraverso successive e numerose evoluzioni, fino a tempi molto più recenti: la Kadett.